# Louis Bourgain
Pour les articles homonymes, voir Bourgain.
 Louis Jean Marie Bourgain, né le 10 septembre 1881 à Lanhélin (Ille-et-Vilaine) où il est mort le 4 avril 1970, est un vice-amiral français, préfet de la Vienne. Collaborateur pendant l'Occupation, il est suspendu de ses fonctions et condamné à la prison et à l'indignité nationale à vie à la Libération, avant d’être finalement amnistié.

## Biographie
Louis Bourgain est né le 16 septembre 1881 à Lanhélin (Ille-et-Vilaine). Ses parents sont François Bourgain, marchand épicier, et Adelle Alaire,,. Après des études de droit, il est élève commissaire de la marine, puis commissaire. En 1911, il est commissaire de 1re classe sur le cuirassé Voltaire. Stationné à Brest, il devient commissaire principal en 1918. En 1921, il est fonctionnaire d'administration sur le croiseur Waldeck-Rousseau, qui participe à l'évacuation des rescapés des forces de la République démocratique de Géorgie lors de l'invasion soviétique de ce pays en février-mars 1921.

### Seconde Guerre mondiale: la collaboration
Bourgain, qui depuis le 1er janvier 1937 est commissaire général et directeur de l'Intendance Maritime à Brest, est chargé, le 24 septembre 1940, par le ministre de la Marine François Darlan à la suite de l'emprisonnement de Marcel Traub, des fonctions administratives du préfet maritime de Brest.
Après l'invasion de l'arsenal de Brest par les Allemands, il devient préfet régional et est nommé préfet de Région et préfet de la Vienne par le Gouvernement François Darlan.
Partisan de la Révolution nationale et collaborateur, il fait pourchasser les réfractaires au STO, les résistants et les Juifs. Il est tenu responsable de l'arrestation et de l'emprisonnement des membres du réseau de résistants Louis Renard en 1943. Il fait exécuter la grande rafle du 31 janvier 1944 quand 481 Juifs sont arrêtés pour être transférés à Drancy.

### Condamné
Il est suspendu de ses fonctions le 17 novembre 1944 et condamné à huit ans de prison à la Libération. Il est condamné à l'indignité nationale à vie, et à la confiscation de ses biens. Le pourvoi en cassation est rejeté. Il est interné au pénitencier de Fontevrault (Maine-et-Loire). En 1946, la valeur des biens confisqués est ramenée à cent mille francs. Il est libéré en 1947 et amnistié en 1952.
Il retourne dès 1947 dans son village de Lanhelin (Bretagne) où il meurt en 1970.

### Famille
Il épouse le 20 janvier 1908 Berthe Louise Marie Albert à Tours (Indre-et-Loire). Ils ont deux filles: Odile (née le 3 janvier 1919) et Mireille (née le 3 septembre 1924).

## Distinctions
- Commandeur de la Légion d'honneur
- Officier de l'Instruction publique
- Ordre du Mérite maritime
- Ordre de la Francisque
- Navy Cross (1919)